# バトラーズ・ウォーフ

バトラーズ・ウォーフの夜景

バトラーズ・ウォーフ (Butler's Wharf) は、ロンドンのテムズ川南岸サザーク区、タワーブリッジ東側にあるビルである。シャッド・テムズ (Shad Thames) と呼ばれるエリア（ないし通り）にある。
以前は倉庫街が広がっていたが、テレンス・コンランが尽力した1980年代の再開発以降は隣接するタワーブリッジの人気と相俟って、レストランや高級ペントハウス、ショッピングストリートを備えた観光地となっている。ロンドン・デザイン博物館 (Design Museum) もこのバトラーズ・ウォーフにある。

## 周辺
バトラーズ・ウォーフ周辺はテムズ川観光の中心地である。バトラーズ・ウォーフから西は遊歩道が整備されており、ロンドン市庁舎やヘイズ・ガレリア (Hay's Galleria)、テート・モダン、ミレニアム・ブリッジがある。
またバトラーズ・ウォーフの対岸イーストエンドないしタワーハムレッツ区には、通称ドックランズを構成するセント・キャサリン・ドックス (St Katharine Docks) と、ロンドン塔があり、こちらもロンドンの主要観光地である。

## 沿革
- 1873年　テムズ側沿岸最大の倉庫街として建設される
- 1972年　倉庫街としての役目を終え、放置される
- 1970年代中盤　デレク・ジャーマンなどの芸術家が倉庫街を利用する
- 1980年代中盤　再開発が行われ、テレンス・コンランがレストランを出店
- 1997年　トニー・ブレア英国首相とクリントンアメリカ合衆国大統領夫妻がバトラーズ・ウォーフで会食[1]

## ギャラリー

バトラーズ・ウォーフの画像
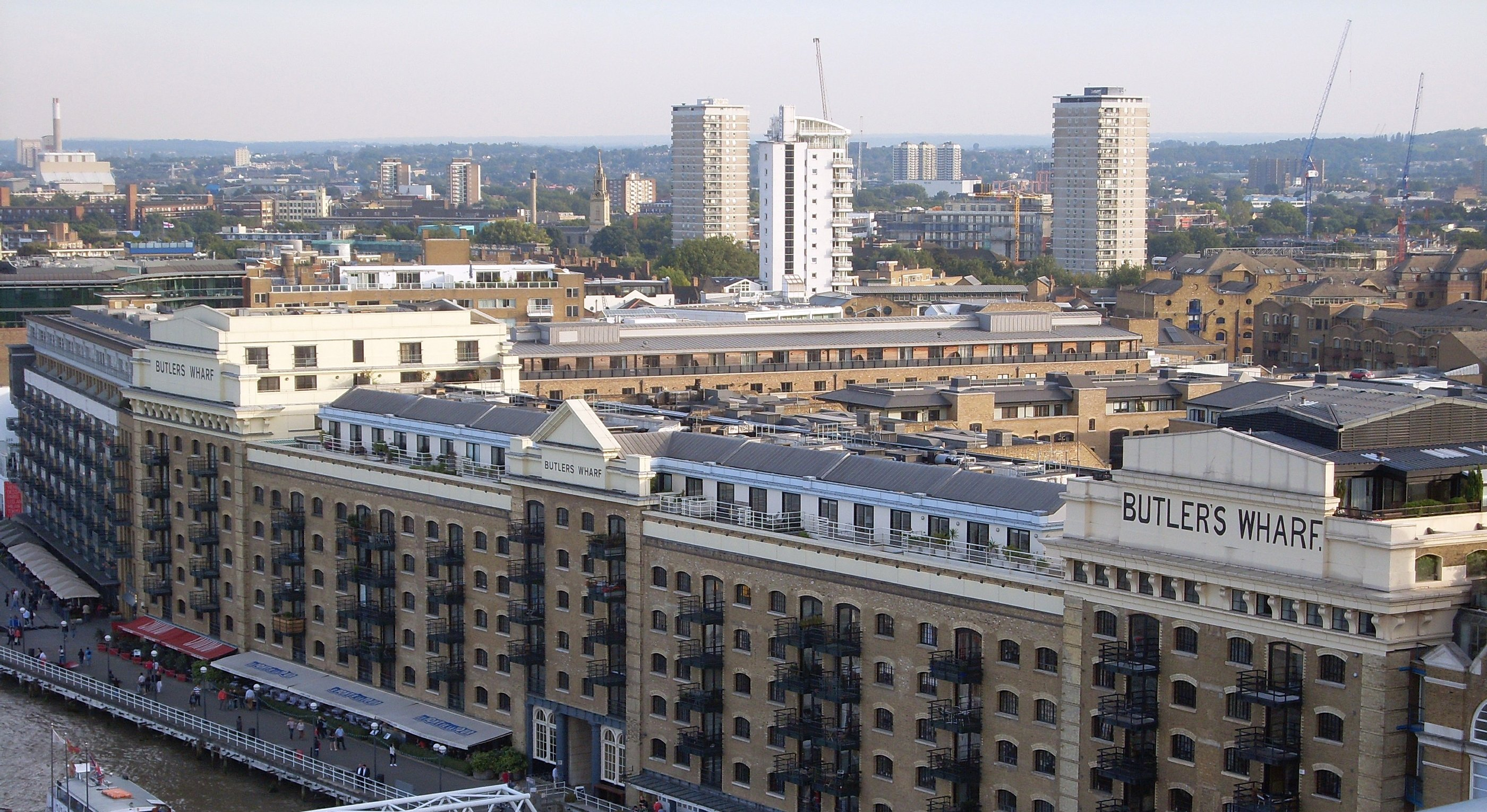
タワーブリッジから見たバトラーズ・ウォーフ
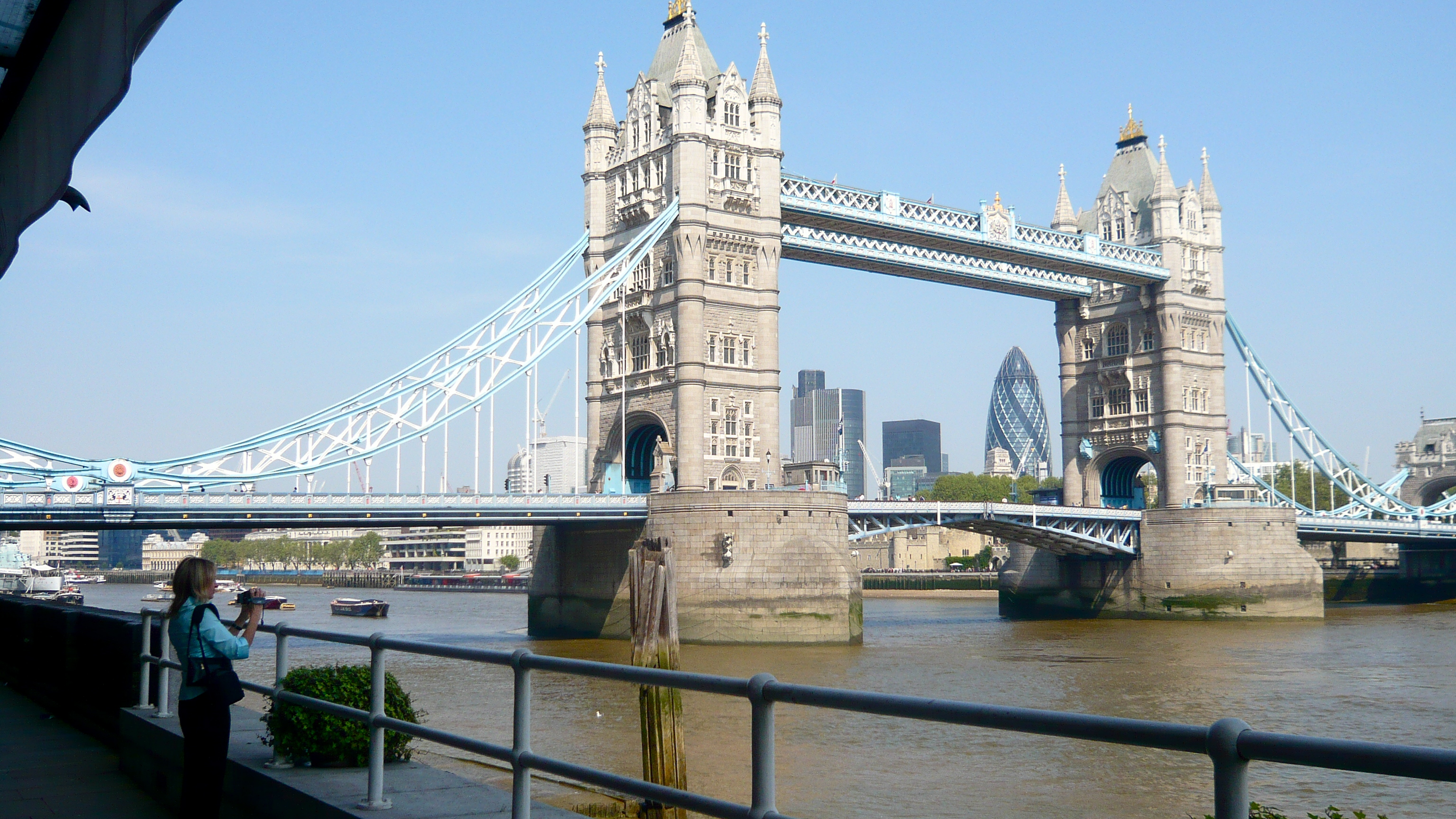
バトラーズ・ウォーフから見たタワーブリッジ
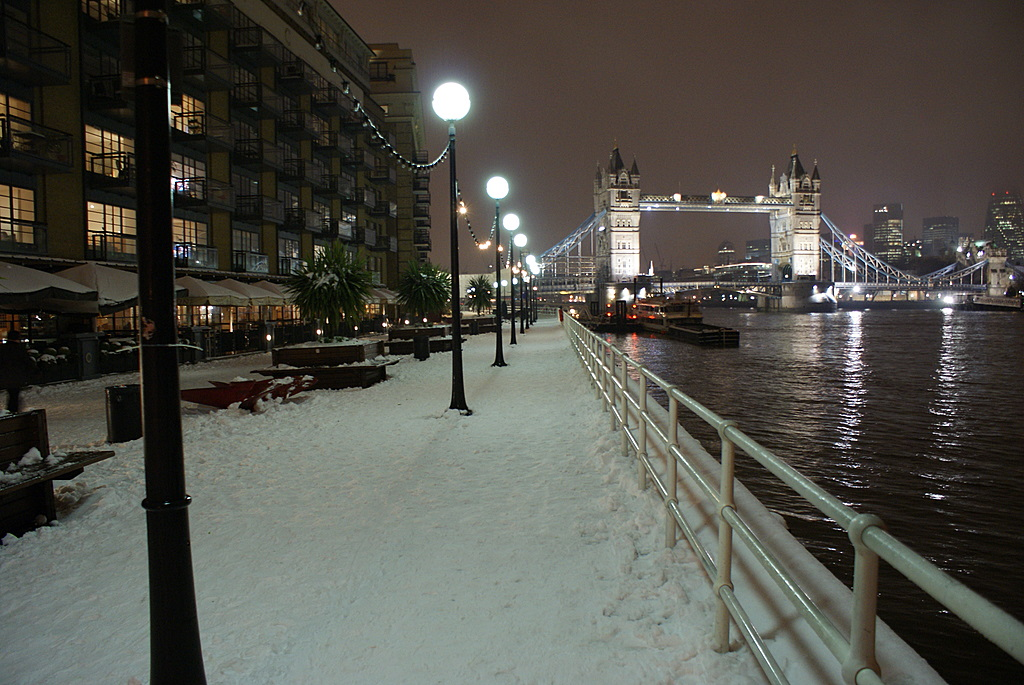
雪のバトラーズ・ウォーフ
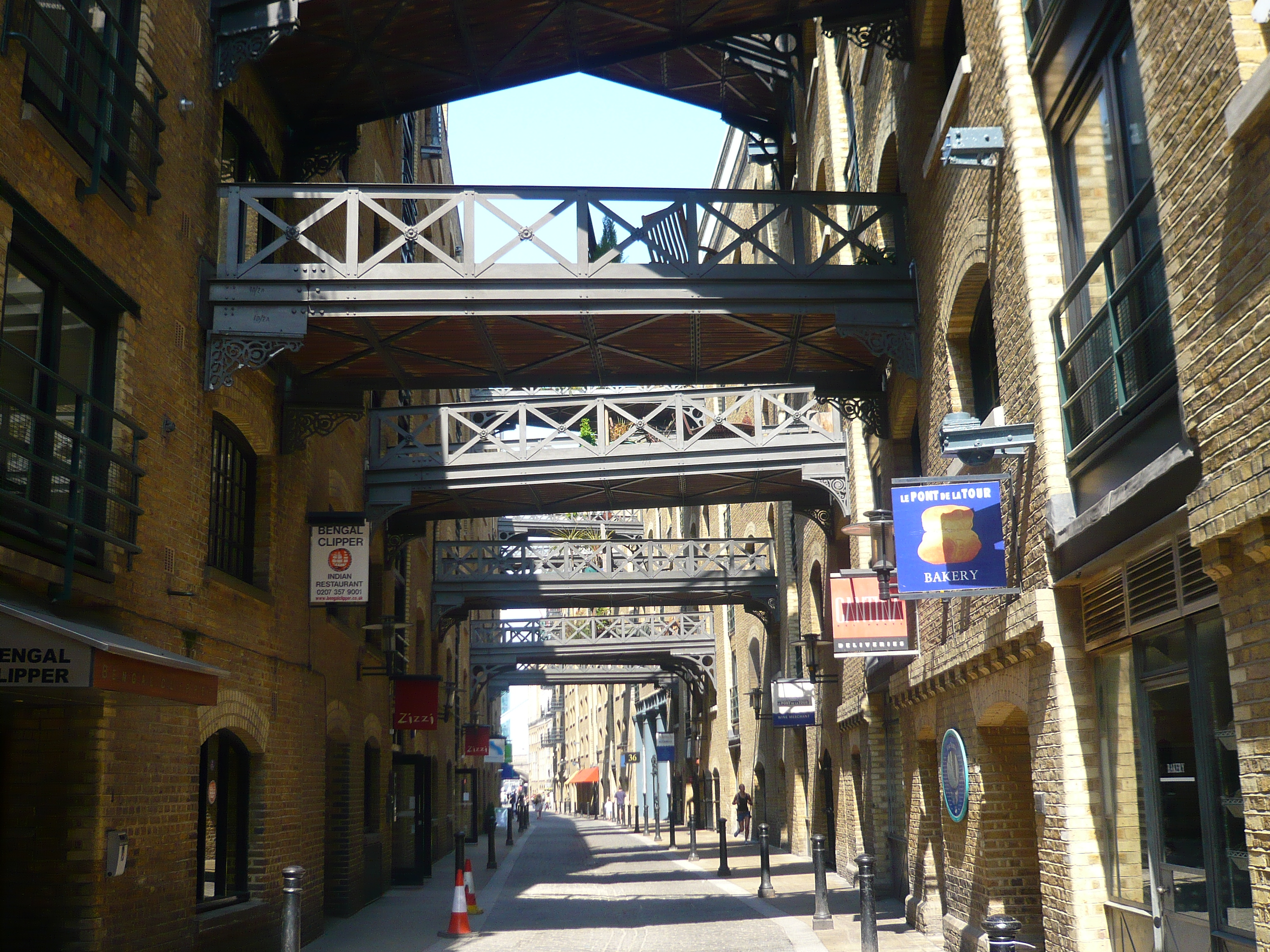
ショッピング街 (1)
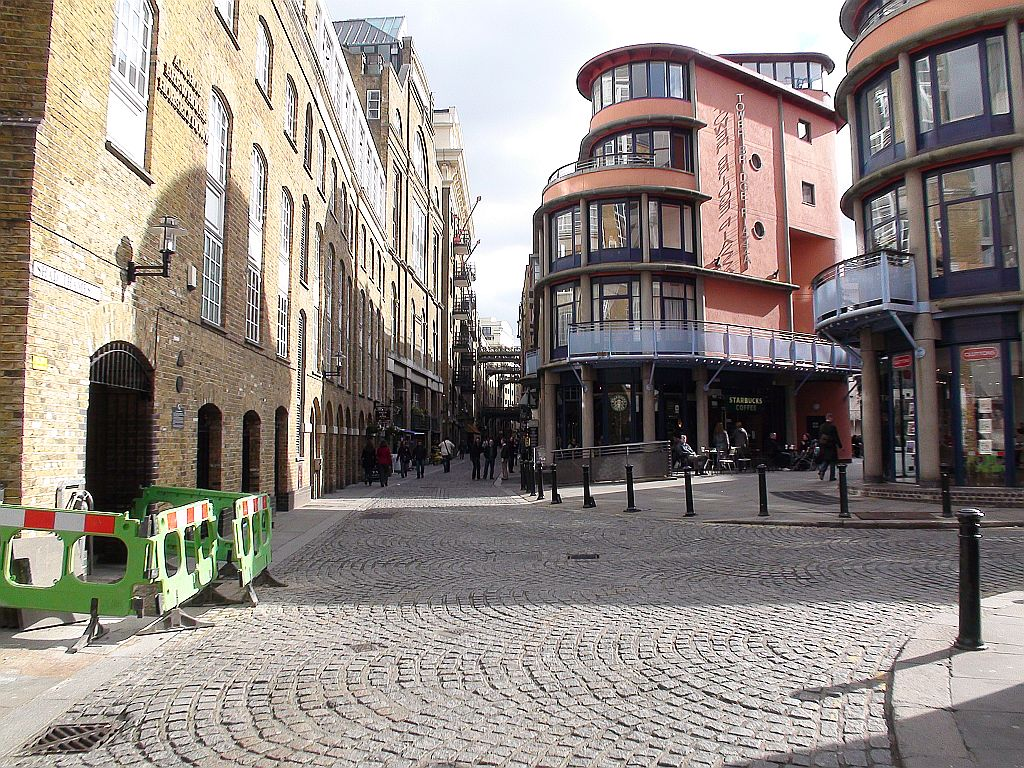
ショッピング街 (2)
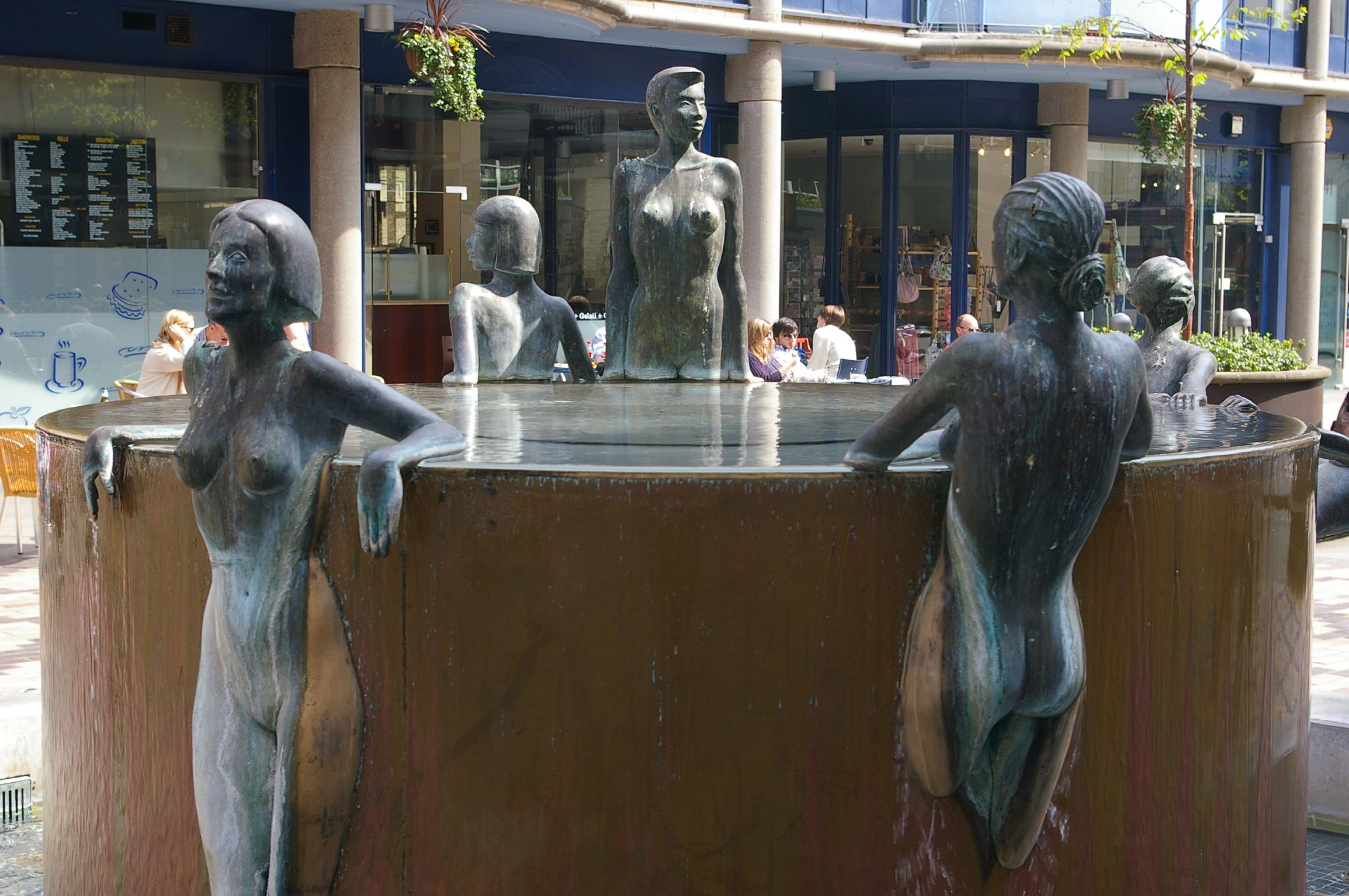
噴水